# Ludwig Senfl
Ludwig Senfl, także Sennfl, Senffel, Senfftl, Sennfl, Sennfli, Senfelius, Senphlius (ur. ok. 1489 w Bazylei lub Zurychu, zm. między  2 grudnia 1542 a 10 sierpnia 1543 w Monachium) – szwajcarski kompozytor, śpiewak i kopista z okresu renesansu, działający na terenie Niemiec. 
Zapewniał muzykę na dworze cesarza Maksymiliana I, rozpowszechnił styl szkoły flamandzkiej na terenie Niemiec. Był uczniem Heinricha Isaaca.

## Twórczość
Senfl nie był oryginalny w swoich dziełach zarówno świeckich jak i kościelnych. Większość z nich budował na schematach szkoły flamandzkiej rozwiniętej przez kompozytorów z poprzedniego pokolenia, szczególnie Josquina. Senfl miał talent w komponowaniu melodii ciepłych i lirycznych. Jego muzyka była popularna w Niemczech przez cały XVII wiek .
Jego dorobek sakralny to msze, motety, nieszpory, i magnificat. Z technicznego punktu widzenia, jego muzyka ma wiele przestarzałych w tamtych czasach struktur jak np. cantus firmus czy izorytmii. Część jego utworów jest zbudowana na zasadzie melodii głównej równoległej przesuniętej o tercję lub sekstę.
Senfl napisał wiele charakterystycznych pieśni niemieckich (tzw. lieder) większość z nich była świecka (sakralne komponował głównie dla Księcia Pruskiego). Jego pieśni były bardzo różnorodne: od bardzo prostych, oparte na cantus firmus, po bardziej złożone w formie kanonu czy quodlibetów.